# Lampadena luminosa
Lampadena luminosa és una espècie de peix de la família dels mictòfids i de l'ordre dels mictofiformes.

## Morfologia
- Els mascles poden assolir 20 cm de longitud total.[3][4]

## Depredadors
És depredat per Merluccius albidus (Estats Units), Lagenodelphis hosei (Filipines), Stenella longirostris (Filipines) i Stenella attenuata.

## Hàbitat
És un peix marí i d'aigües profundes que viu entre 50-850 m de fondària.

## Distribució geogràfica
Es troba a l'Atlàntic, l'Índic i el Pacífic.